# کوکوی سوندا
کوکوی سوندا یا کوکوی سوندای کوچک (نام علمی: Cuculus lepidus)، یک پرنده جنوب شرق آسیا و وابسته به سرده کوکوها در خانواده کوکویان (Cuculidae) است. در گذشته با کوکوی هیمالیایی (C. saturatus) و کوکوی خاوری (C. optatus) در یک گونه منفرد، C. saturatus طبقه‌بندی می‌شد، اما اکنون اغلب به عنوان گونه‌ای جداگانه بر اساس تفاوت صدا، اندازه و پوشش پر در نظر گرفته می‌شود.
اغلب دو زیرگونه شناسایی می‌شوند. C. l. lepidus شکلی است که در بیشتر گستره پراکنش پرنده یافت می‌شود. زیرگونه C. l. insulindae در بورنئو یافت می‌شود و می‌توان آن را با زیرتنه تیره‌تر آن تشخیص داد.

## رفتار
به‌طور عمده از حشرات، به‌ویژه کرم‌ها تغذیه می‌کند و میوه نیز می‌خورد. پرنده‌ای است رازدار که به سختی می‌توان آن را جز در هنگام صدا زدن یافت.
این پرنده یک انگل زادآوری است که در لانه پرندگان دیگر تخم می‌گذارد. استفاده از لانه‌های سسک تاج‌بلوطی در شبه جزیره مالایا، سسک برگی کوهی و سسک سینه‌زرد در صباح و سسک برگی کوهی، سسک ساندا و سسک بیشه ناهنجار در جاوه ثبت شده‌است. تخم‌ها مایل به سفید با لکه‌های قهوه‌ای هستند.